# Андець чорний
Áндець чорний (Ampelion rubrocristatus) — вид горобцеподібних птахів родини котингових (Cotingidae). Мешкає в Південній Америці.

## Опис
Довжина птаха становить 20,5–21 см, вага 66 г. Птах має темно-сіре забарвлення, голова, крила і хвіст чорні, живіт і нижні покривні пера хвоста білі. Гузка і нижня частина спини поцятковані білими плямами. На рульових перах хвоста є білі смуги. На тімені є смуга рудих пер, які можуть ставати дибки. Очі червоні, дзьоб білий із чорним кінчиком. У молодих птахів верхня частина тіла оливкова або коричнева, поцяткована темними смужками. Нижня частина тіла в них рудувато-коричнева.

## Поширення і екологія
Чорні андеці поширені від Трухільйо на заході Венесуели через Колумбію, Еквадор і Перу до болівійського департамента Санта-Крус. Окремі популяції мешкають також в колумбійських гірських масивах Сьєрра-Невада-де-Санта-Марта і Сьєрра-де-Періха. Чорні андеці живуть в тропічних і субтропічних гірських лісах на висоті від 2500 до 4050 м над рівнем моря.

## Поведінка
Чорні андеці харчуються фруктами і ягодами, ловлять в польоті комах. Гніздяться з лютого по серпень в Колумбії. В кладці 1 яйце.

## Галерея

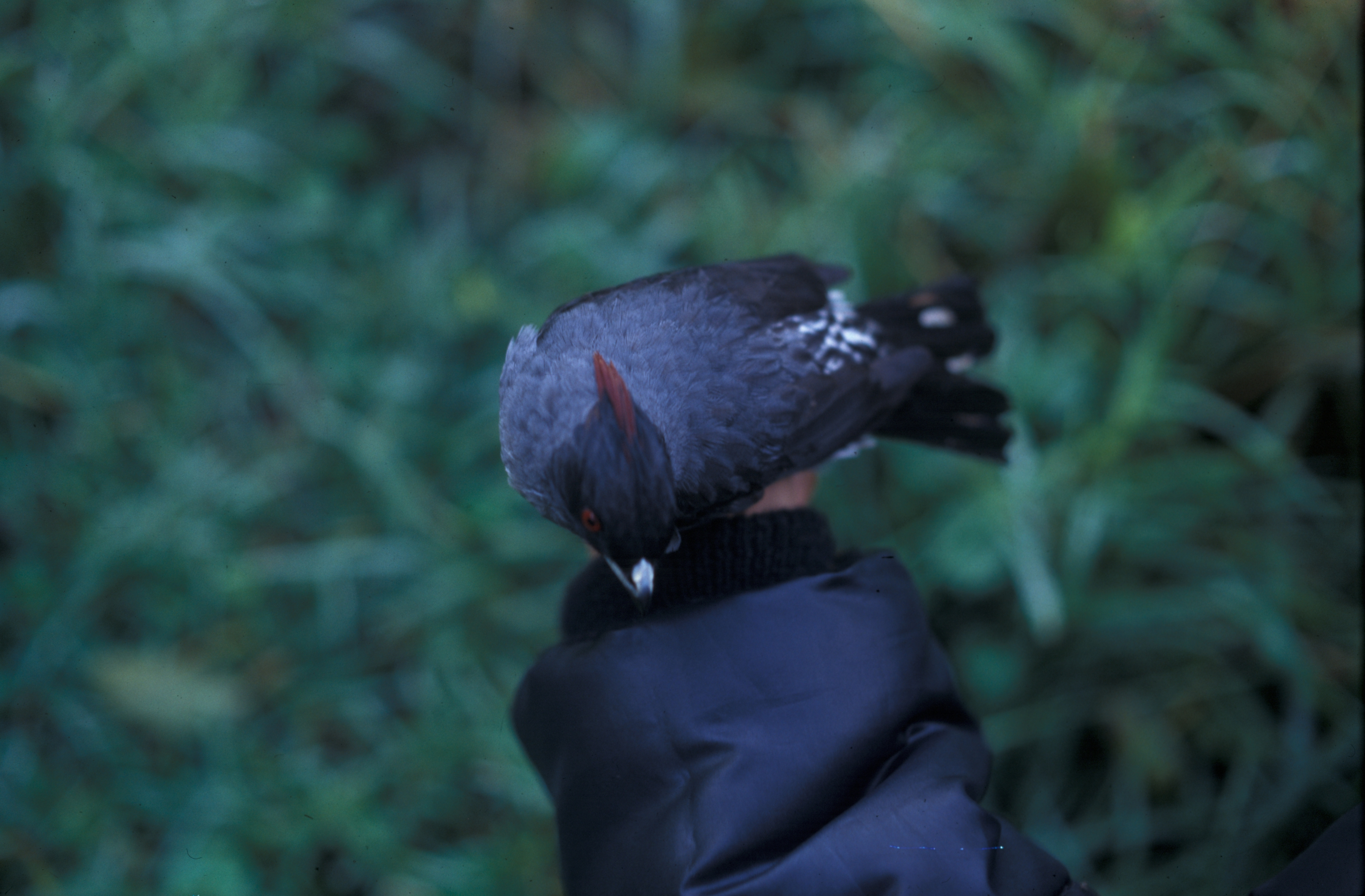
Чорний андець
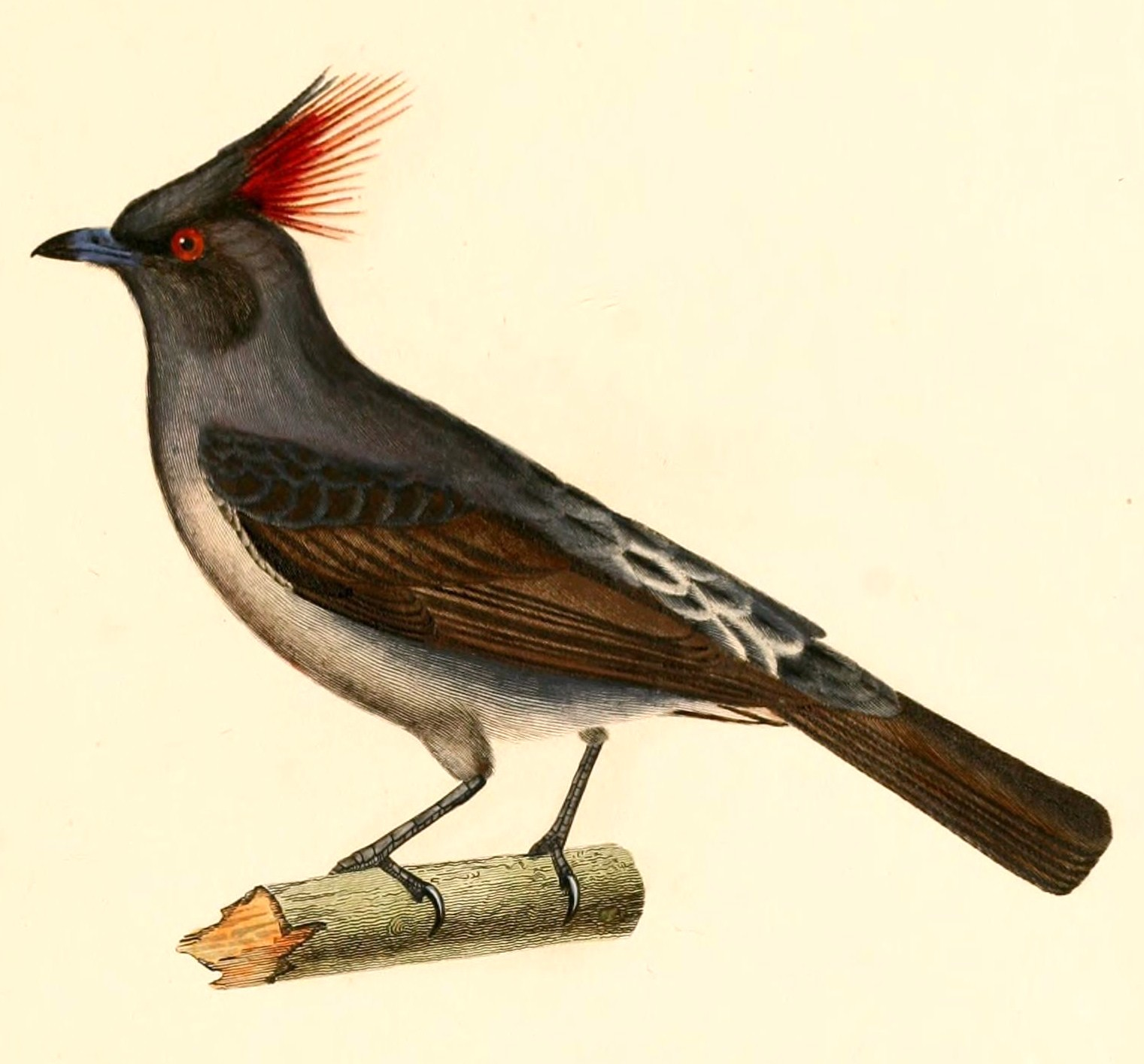
Малюнок чорного андеця (автор д'Орбіньї, 1847 рік)
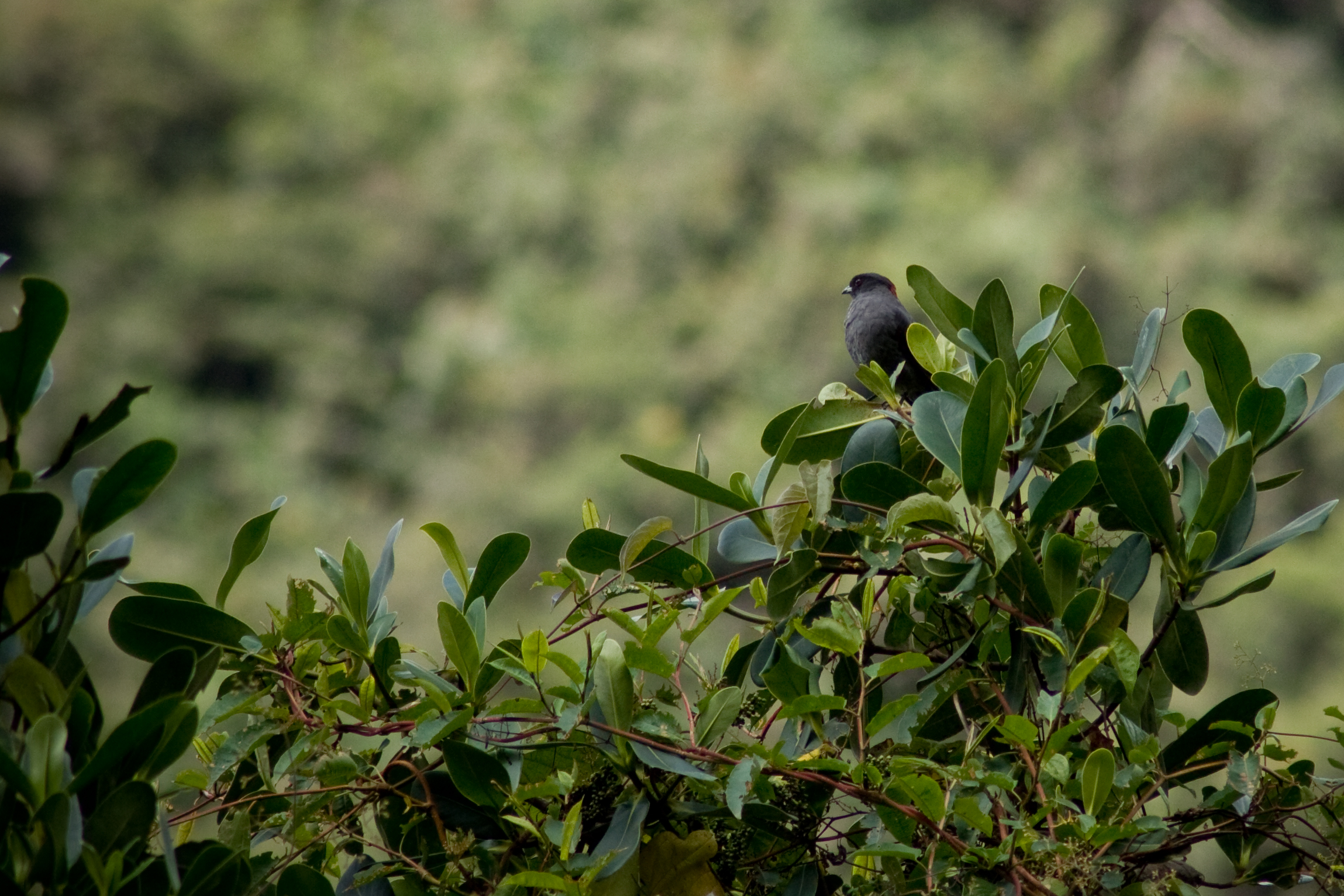
Чорний андець (Перу)